# Often (The Weeknd)
Often è un singolo del cantante canadese The Weeknd, pubblicato il 31 luglio 2014 come primo estratto dal secondo album in studio Beauty Behind the Madness.

## Tracce
Testi e musiche di Abel "The Weeknd" Tesfaye, Ben Diehl, Jason Quenneville, Ahmad "Belly" Balshe, Danny Schofield, Ali Kocatepe, Sabhattin Ali e Osman Ismen.
1. Often – 4:10

## Formazione
- Ben Billions – produzione
- Abel "The Weeknd" Tesfaye – produzione, voce
- Jason "Daheala" Quenneville – coproduzione, registrazione, ingegneria del suono
- Brandon "Bizzy" Hollemon – chitarra
- Jean-Marie Horvat – missaggio
- Andy Barnes – assistenza al missaggio
- Dave Kutch – mastering

## Classifiche
| Classifica (2015-21)      | Posizione massima |
| ------------------------- | ----------------- |
| Canada                    | 69                |
| Norvegia                  | 12                |
| Paesi Bassi               | 65                |
| Portogallo                | 176               |
| Regno Unito               | 65                |
| Stati Uniti               | 59                |
| Stati Uniti (R&B/hip-hop) | 15                |
| Svezia                    | 55                |